# Sycyna-Kolonia
Sycyna-Kolonia – wieś w Polsce położona w województwie mazowieckim, w powiecie zwoleńskim, w gminie Zwoleń.
W skład sołectwa Sycyna wchodzą: Sycyna Południowa, Sycyna Północna, Sycyna-Kolonia oraz Drozdów.
Wieś powstała w styczniu 2002 roku, mocą rozporządzenia ministra spraw wewnętrznych i administracji, wskutek podniesienia do rangi wsi dawnego przysiółka wsi Sycyna (obecnie rozdzielonej na Sycynę Północną i Sycynę Południową).
Historia wsi Sycyna została opisana w artykule: Sycyna Północna. 
Wierni Kościoła rzymskokatolickiego należą do parafii Niepokalanego Poczęcia NMP w Jasieńcu Soleckimj.